# Mietzlings
Mietzlings (mundartlich: im Miətslings) ist ein Gemeindeteil der Gemeinde Hergensweiler im bayerisch-schwäbischen Landkreis Lindau (Bodensee).

## Geographie
Die Einöde liegt circa einen Kilometer südlich des Hauptorts Hergensweiler. Östlich der Ortschaft verläuft die Gemeindegrenze zur Gemeinde Sigmarszell. Ebenfalls im Osten fließt die Leiblach.

## Ortsname
Der Ortsname stammt vom mittelhochdeutschen Personennamen ÜeƷīn ab und bedeutet Siedlung des ÜeƷīn. Das vorangestellte M stammt von einer Agglutination mit dem Artikel dem.

## Geschichte
Mietzlings wurde erstmals urkundlich im Jahr 1360 als dem Vtzins erwähnt. Im Jahr 1626 wurden zwei Häuser im Ort gezählt. Der Ort gehörte einst zum äußeren Gericht der Reichsstadt Lindau.